# Stripe Blue
「Stripe Blue」（ストライプ・ブルー）は、SCRIPTの通算2枚目のシングル。2001年5月30日にキティMMEよりリリース。

## 解説
前作「トーキングヘッズ」より約6ヵ月後のリリース。「Stripe Blue」はTBS系「ここがヘンだよ日本人」エンディングテーマに起用されている。「Stripe Blue」・「Vanity Fair」はアルバム『Body Language』に収録されている。
2004年にリリースされたミュージック・ビデオ『SCRIPT Rock Inventions〜MUSIC VIDEO CLIPS〜』にプロモーション映像が収録されている。

## 収録曲
1. Stripe Blue
作詞・作曲：佐々木收
  - TBS系「ここがヘンだよ日本人」エンディングテーマ
2. Vanity Fair
作詞・作曲：佐々木收
3. 笑顔のままで
作詞・作曲：渡邊崇尉
4. Stripe Blue (Backing Track)